# Castello di Velké Losiny
Il castello di Velké Losiny (in ceco Zámek Velké Losiny) si trova nel territorio del comune omonimo, Distretto di Šumperk nella Regione di Olomouc della Repubblica Ceca. L'antico castello gotico con fossato risalente al XV secolo e poi ricostruito dall'inizio del XIX secolo fino al 1945 fu residenza estiva della famiglia Liechtenstein.

## Storia

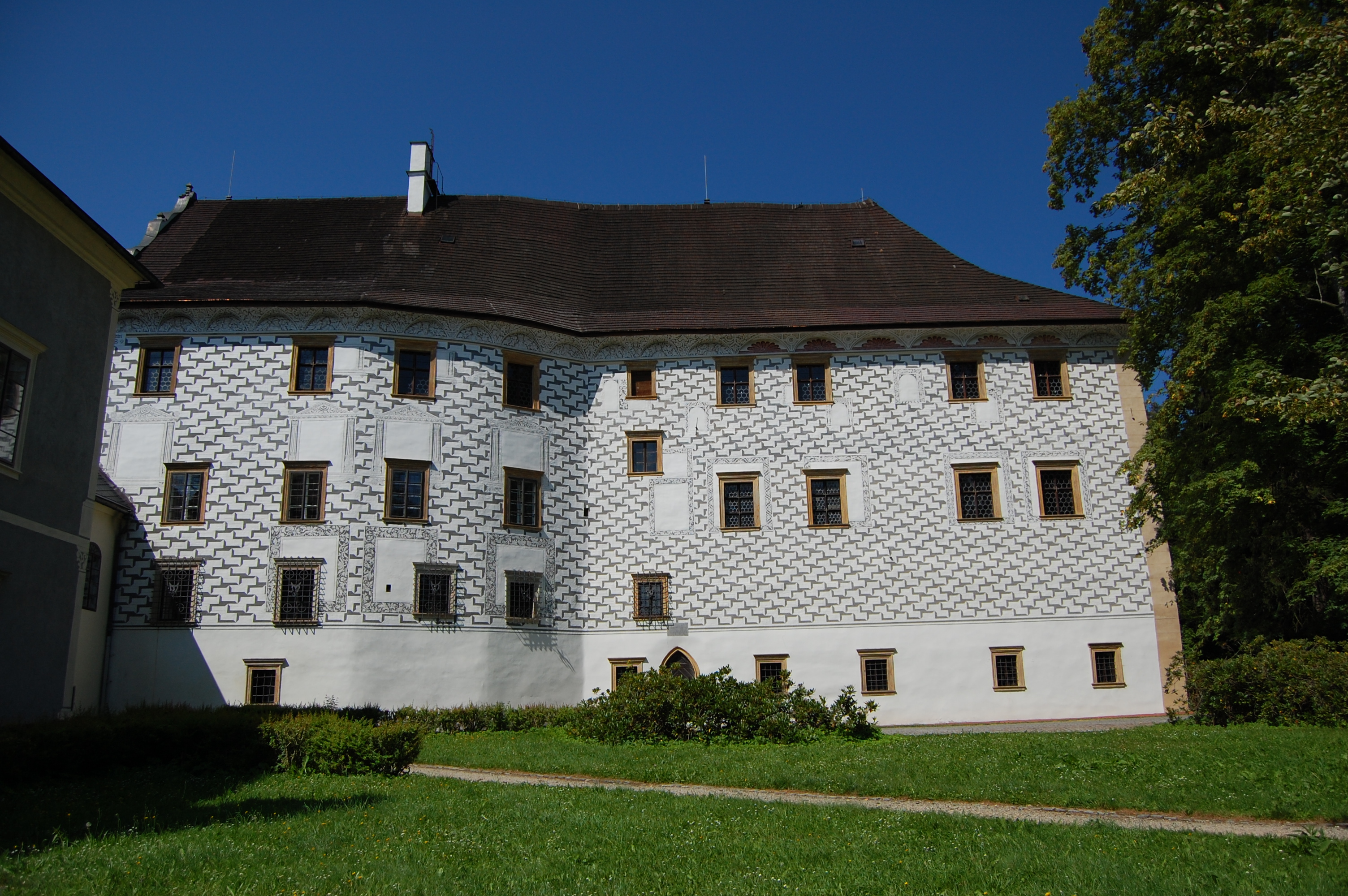
facciata del castello verso il parco

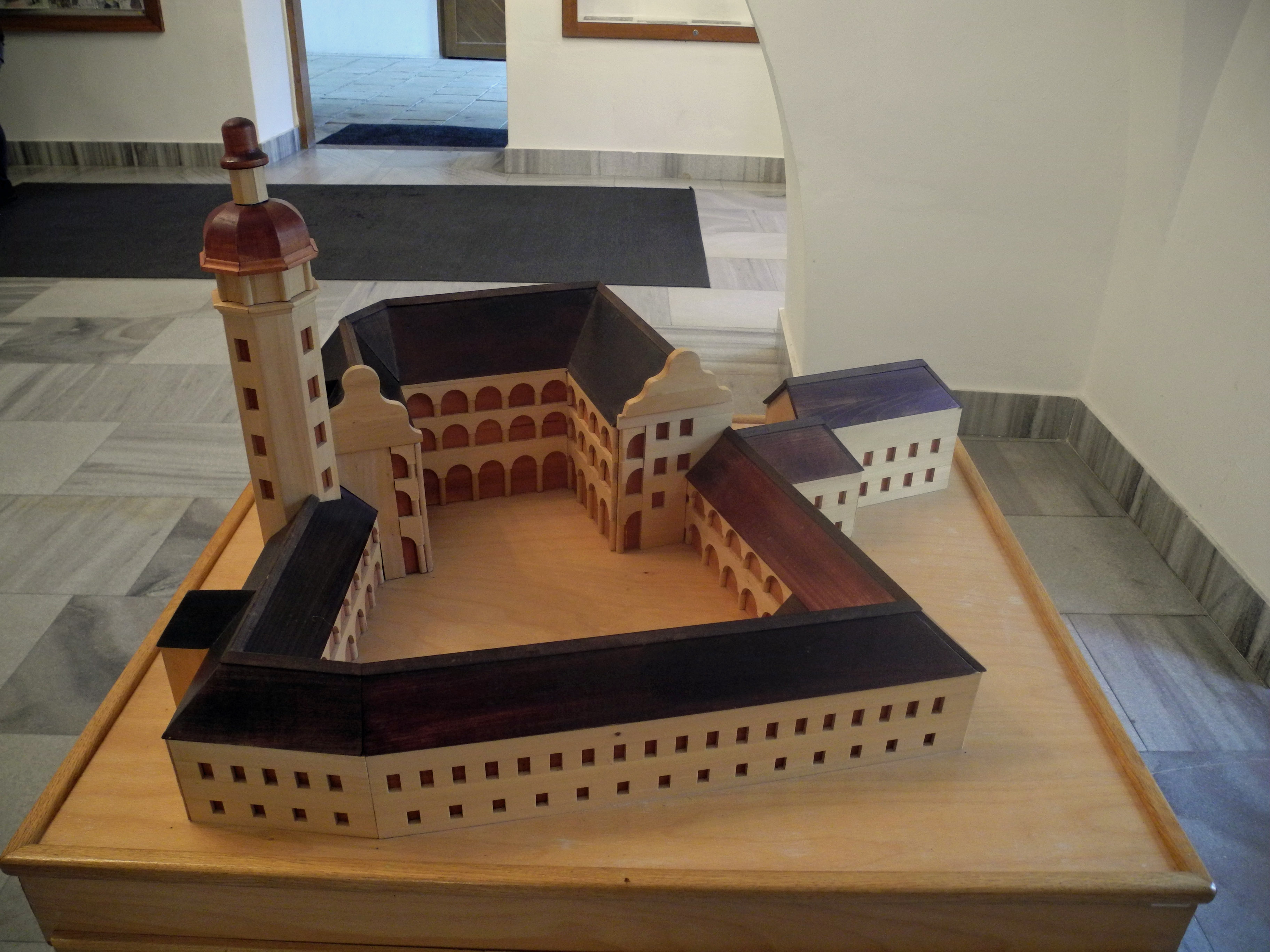
Modellino in scala della parte principale del castello

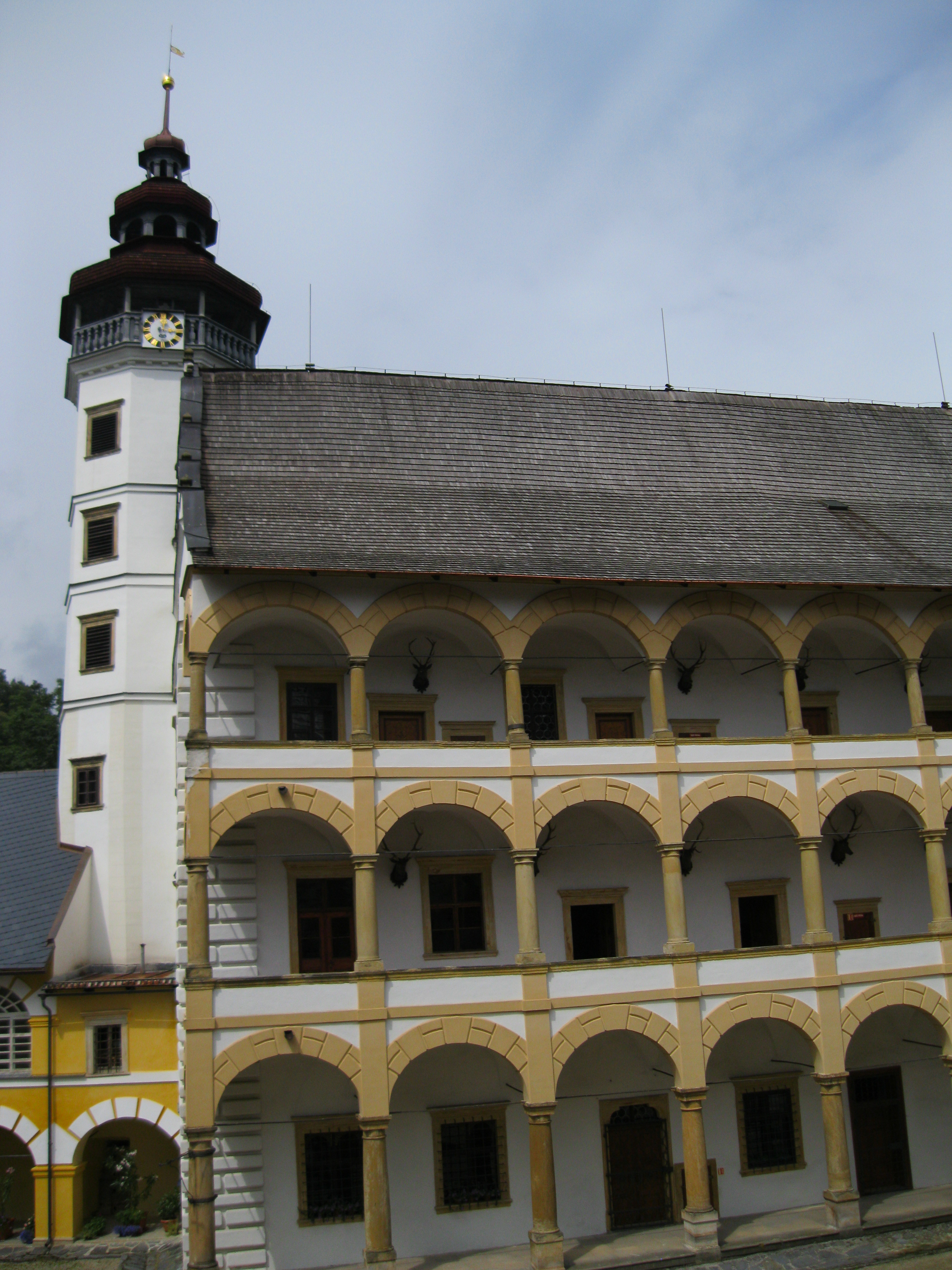
Porticato in stile barocco e torre

Il castello di Velké Losiny fu costruito nel XV secolo dall'importante famiglia dei conti moravi di Zierotin che si stabilì anche in Boemia e Slesia pur mantenendo i loro maggiori interessi in Moravia. Col tempo l'edificio originale, poco usato e divenuto fatiscente, passò come proprietà, a partire dal 1562, alla città di Šumperk e nel 1569 la fortezza  divenne il centro di una grande tenuta dopo essere stata ricostruita in forme di edificio residenziale tardorinascimentale. Il luogo divenne famoso per la caccia e i processi alle streghe che qui si tennero negli anni dal 1678 al 1696 e che fecero 56 vittime 56. Nel 1802 Ludvík Anton vendette la proprietà indebitata alla famiglia Liechtenstein. I Liechtenstein procedettero  alla ricostruzione del giardino barocco del castello mentre gli interni furono modificati solo in minima parte e usarono la proprietà fino al 1945 come loro residenza estiva. Dopo quella data il castello divenne proprietà dello Stato. Tra il 1964 e il 1966 venne realizzata la ricostruzione generale dei portici del cosiddetto castello alto. Nel 1995 il castello è stato dichiarato monumento culturale nazionale ed alcune sue sale sono state destinate a pinacoteca.

## Descrizione
Il castello si trova al centro di un'ampia tenuta a sud dell'abitato di Velké Losiny, nella Regione di Olomouc, Repubblica Ceca. Il complesso è di grandi dimensioni ed è costituito da quattro ali che racchiudono il grande cortile quadrangolare con portici su tre piani. Le facciate esterne in stile rinascimentale sono decorate a graffito e gli archi a bugnato dei portici interni del cortile sono un'anticipazione dello stile barocco. Gli interni sono ben conservati e decorati con arazzi. Nel castello sono presenti due cappelle gentilizie, la cappella di Sant'Angelo e la cappella della Vergine Maria. Il parco è naturale e paesaggistico all'inglese, con uno stagno e numerose specie arboree, in particolare conifere.

### Monumento culturale della Repubblica Ceca
Dal 1995 la tutela dei monumenti della Repubblica Ceca considera l'intera area del complesso del castello di Velké Losiny un monumento culturale tutelato col numero di catalogo 1000158002.

## Nella cultura di massa
Otakar Vávra nel 1969 vi girò il film Una vergine per l'inquisitore, in ceco Kladivo na čarodějnice, ispirandosi ai processi alle streghe che si celebrarono nel castello nella seconda metà del XVII secolo.